# Alexei Beljajew
Alexei Beljajew (kasachisch Алексей Беляев; * 20. Februar 1985 in Pawlodar) ist ein ehemaliger kasachischer Eisschnellläufer.

## Werdegang
Beljajew wurde dreimal kasachischer Juniorenmeister im Kleinen-Vierkampf und kam bei den Juniorenweltmeisterschaften 2001 in Groningen auf den 37. Platz im Kleinen-Vierkampf. In der Saison 2001/02 nahm er in Inzell erstmals am Eisschnelllauf-Weltcup teil, wobei er in der B-Gruppe den 21. Platz über 1000 m errang und lief bei den Juniorenweltmeisterschaften 2002 in Klobenstein auf den 22. Platz im Kleinen-Vierkampf. Zudem siegte er bei den kasachischen Meisterschaften 2002 im Sprint-Mehrkampf. In den folgenden Jahren wurde er bei den Juniorenweltmeisterschaften 2004 in Roseville Zehnter in der Teamverfolgung sowie Neunter im Kleinen-Vierkampf und belegte bei der Winter-Universiade 2005 in Innsbruck den 33. Platz über 1000 m sowie den 24. Rang über 1500 m. In der Saison 2005/06 erreichte er in Turin mit dem 13. Platz sein bestes Ergebnis im Weltcup und bei den Olympischen Winterspielen 2006 den 39. Platz über 1500 m. In der folgenden Saison absolvierte er in Moskau seinen letzten Weltcup, welchen er in der B-Gruppe auf dem 30. Platz über 10000 m beendete und belegte bei den Winter-Asienspielen 2007 in Changchun den zehnten Platz über 5000 m.

## Erfolge

### Olympische Spiele
- 2006 Turin: 39. Platz 1500 m

### Winter-Asienspiele
- 2007 Changchun: 10. Platz 5000 m

### Persönliche Bestzeiten
| Disziplin | Zeit         | Datum             | Ort            |
| --------- | ------------ | ----------------- | -------------- |
| 500 m     | 37,46 s      | 20. November 2005 | Salt Lake City |
| 1000 m    | 1:12,67 min  | 6. Januar 2006    | Calgary        |
| 1500 m    | 1:49,68 min  | 4. November 2005  | Calgary        |
| 3000 m    | 3:48,70 min  | 5. November 2005  | Calgary        |
| 5000 m    | 6:31,31 min  | 19. November 2005 | Salt Lake City |
| 10000 m   | 13:58,50 min | 21. März 2006     | Calgary        |